# Sportjahr 1991
Liste der Sportjahre

◄◄ | ◄ | 1987 | 1988 | 1989 | 1990 | Sportjahr 1991 | 1992 | 1993 | 1994 | 1995 | ► | ►►

Weitere Ereignisse

## Badminton
Höhepunkte des Badmintonjahres 1991 waren die Weltmeisterschaft und der Sudirman Cup. 

### World Badminton Grand Prix
| Veranstaltung       | Herreneinzel           | Dameneinzel              | Herrendoppel                         | Damendoppel                      | Mixed                                |
| ------------------- | ---------------------- | ------------------------ | ------------------------------------ | -------------------------------- | ------------------------------------ |
| Chinese Taipei Open | Hermawan Susanto       | Susi Susanti             | Razif Sidek Jalani Sidek             | Kimiko Jinnai Hisako Mori        | Thomas Lund Pernille Dupont          |
| Japan Open          | Ardy Wiranata          | Huang Hua                | Park Joo-bong Kim Moon-soo           | Gillian Clark Gillian Gowers     | Park Joo-bong Chung Myung-hee        |
| Korea Open          | Wu Wenkai              | Huang Hua                | Park Joo-bong Kim Moon-soo           | Chung So-young Hwang Hye-young   | Park Joo-bong Chung Myung-hee        |
| Swiss Open          | Pär-Gunnar Jönsson     | Elena Rybkina            | Pär-Gunnar Jönsson Stellan Österberg | Katrin Schmidt Kerstin Ubben     | Michael Keck Anne-Katrin Seid        |
| Swedish Open        | Ardy Wiranata          | Susi Susanti             | Cheah Soon Kit Soo Beng Kiang        | Gillian Clark Nettie Nielsen     | Thomas Lund Pernille Dupont          |
| All England         | Ardy Wiranata          | Susi Susanti             | Li Yongbo Tian Bingyi                | Chung So-young Hwang Hye-young   | Park Joo-bong Chung Myung-hee        |
| Finnish Open        | Liu Jun                | Tang Jiuhong             | Chen Kang Chen Hongyong              | Gillian Clark Nettie Nielsen     | Henrik Svarrer Maria Bengtsson       |
| Malaysia Open       | Rashid Sidek           | Sarwendah Kusumawardhani | Park Joo-bong Kim Moon-soo           | Hwang Hye-young Chung So-young   | Lee Sang-bok Chung So-young          |
| Indonesia Open      | Ardy Wiranata          | Susi Susanti             | Kim Moon-soo Park Joo-bong           | Chung Myung-hee Hwang Hye-young  | Thomas Lund Pernille Dupont          |
| Singapur Open       | Bambang Suprianto      | Huang Hua                | Park Joo-bong Kim Moon-soo           | Chung Myung-hee Chung So-young   | Thomas Lund Pernille Dupont          |
| Canadian Open       | Steve Butler           | Elena Rybkina            | Jalani Sidek Razif Sidek             | Gillian Gowers Sara Sankey       | Nick Ponting Gillian Gowers          |
| US Open             | Steve Butler           | Shim Eun-jung            | Jalani Sidek Razif Sidek             | Shim Eun-jung Kang Bok-seung     | Lee Sang-bok Shim Eun-jung           |
| Dutch Open          | Poul-Erik Høyer Larsen | Sarwendah Kusumawardhani | Eddy Hartono Rudy Gunawan            | Gillian Gowers Sara Sankey       | Henrik Svarrer Marlene Thomsen       |
| German Open         | Poul-Erik Høyer Larsen | Huang Hua                | Eddy Hartono Rudy Gunawan            | Christine Magnusson Lim Xiaoqing | Thomas Lund Pernille Dupont          |
| Denmark Open        | Hermawan Susanto       | Susi Susanti             | Zheng Yumin Huang Zhanzhong          | Nettie Nielsen Gillian Gowers    | Thomas Lund Pernille Dupont          |
| Thailand Open       | Alan Budikusuma        | Susi Susanti             | Eddy Hartono Rudy Gunawan            | Hwang Hye-young Gil Young-ah     | Lee Sang-bok Chung So-young          |
| China Open          | Alan Budikusuma        | Huang Hua                | Li Yongbo Tian Bingyi                | Chung Myung-hee Hwang Hye-young  | Liu Jianjun Wang Xiaoyuan            |
| Hong Kong Open      | Liu Jun                | Huang Hua                | Lee Sang-bok Shon Jin-hwan           | Hwang Hye-young Gil Young-ah     | Lee Sang-bok Shim Eun-jung           |
| Scottish Open       | Darren Hall            | Lim Xiaoqing             | Jon Holst-Christensen Thomas Lund    | Christine Magnusson Lim Xiaoqing | Jon Holst-Christensen Grete Mogensen |
| Grand Prix Finale   | Zhao Jianhua           | Susi Susanti             | Jalani Sidek Razif Sidek             | Hwang Hye-young Chung Myung-hee  | Thomas Lund Pernille Dupont          |

## Cricket
- 29. Juni: Südafrika kehrt als Full Member in den International Cricket Council (ICC) zurück.

## Leichtathletik
- 24. März – Zhang Chunzen, China, sprang in der Kategorie der Damen 4,00 Meter.
- 30. April – Mike Powell, USA, erreichte im Weitsprung der Herren 8,95 Meter.
- 18. Mai – Elana Meyer, Südafrika, lief den Halbmarathon der Damen in 1:07:59 Stunden.
- 6. Juni – Serhij Bubka, Sowjetunion, erreichte im Stabhochsprung der Herren 6,07 Meter.
- 10. Juni – Inessa Krawez, Sowjetunion, sprang im Dreisprung der Damen 14,95 Meter.
- 14. Juni – Leroy Burrell, USA, lief die 100 Meter der Herren in 9,90 Sekunden.
- 5. Juli – Zhang Chunzhen, China, erreichte im Stabhochsprung der Damen 4,00 Meter.
- 5. Juli – Zhang Chunzhen, China, erreichte im Stabhochsprung der Damen 4,02 Meter.
- 9. Juli – Serhij Bubka, Sowjetunion, erreichte im Stabhochsprung der Herren 6,08 Meter.
- 5. August – Serhij Bubka, Sowjetunion, sprang im Stabhochsprung der Herren 6,10 Meter.
- 24. August – Larissa Schtyrogrischnaja, Russland, erreichte im Hammerwurf der Damen 63,08 Meter.
- 24. August – Alla Fjodorowa, Sowjetunion, erreichte im Hammerwurf der Damen 64,44 Meter.
- 25. August – Carl Lewis, USA, lief die 100 Meter der Herren in 9,86 Sekunden.
- 30. August – Mike Powell, USA, sprang im Weitsprung der Herren 8,95 Meter.

## Motorradsport

### Superbike-Weltmeisterschaft
- Der 31-jährige US-Amerikaner Doug Polen gewinnt auf Ducati vor dem Franzosen Raymond Roche (ebenfalls Ducati) und dem Australier Rob Phillis (Kawasaki) die Fahrerwertung. In der Konstrukteurswertung setzt sich Ducati vor Kawasaki und Yamaha durch.

Details: Superbike-Weltmeisterschaft 1991

## Orientierungslauf
- 21. August bis 25. August – In Mariánské Lázně (Marienbad) in der Tschechoslowakei finden die 14. Orientierungslauf-Weltmeisterschaften statt. Mit dem Kurzdistanzrennen wird ein zweites Einzelrennen in das Programm aufgenommen. Petr Kozák (Tschechoslowakei), Jörgen Mårtensson (Schweden) und die Schweizer Staffel gewinnen die Wettbewerbe der Männer. Jana Cieslarová (Tschechoslowakei), Katalin Oláh (Ungarn) und die schwedische Staffel die der Frauen. Schweden wird mit 2 Gold-, 3 Silber- und 2 Bronzemedaillen erfolgreichste Nation.

## Rugby Union
- 14. April: Die Vereinigten Staaten gewinnen das Finale der Frauen-Rugby-Union-Weltmeisterschaft in Cardiff 19:6 gegen England.
- 2. November: Australien gewinnt das Finale der Rugby-Union-Weltmeisterschaft in London 12:6 gegen England.

## Tischtennis
- Tischtennisweltmeisterschaft 1991  24. April bis zum 6. Mai in Chiba (Japan)
- Europaliga
  - 12. Januar: Karlsruhe: D. – Jugoslawien 6:1 (Damen + Herren)
  - 5. Februar: Haninge: D. – Schweden 4:3 (Damen + Herren)
  - 13. März: Hannover: D. – Schweden 5:2 (Damen + Herren)

## Geboren

### Januar
- 01. Januar: Christoph Foth, deutscher Handballspieler

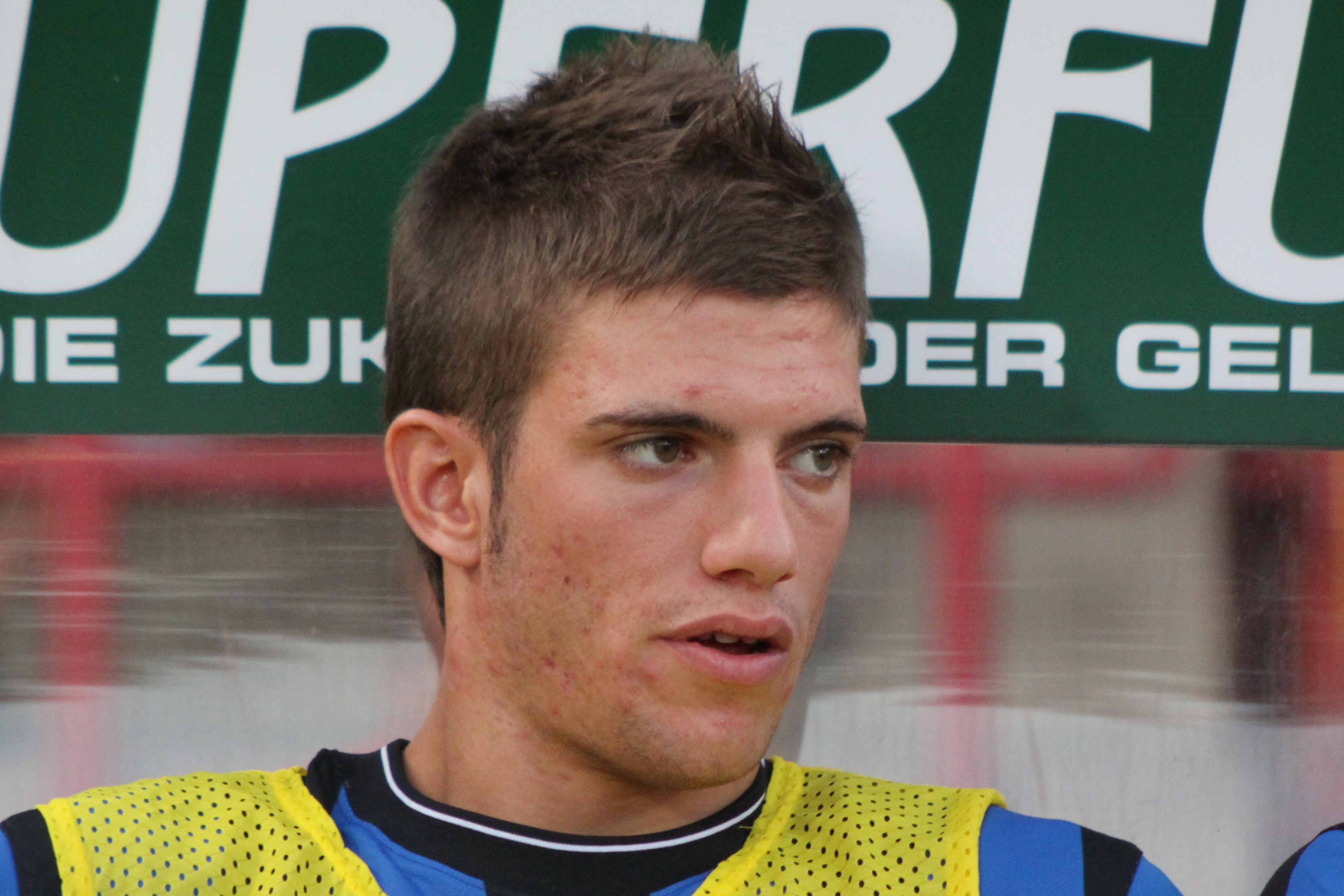
Davide Santon (2009)

- 02. Januar: Davide Santon, italienischer Fußballspieler
- 02. Januar: Marcel Schliedermann, deutscher Handballspieler
- 03. Januar: Andrew Agozzino, kanadischer Eishockeyspieler
- 03. Januar: Jerson Cabral, niederländischer Fußballspieler
- 03. Januar: Darius Morris, US-amerikanischer Basketballspieler
- 03. Januar: Nina Schiffer, deutsche Schwimmerin
- 04. Januar: Pascal Bodmer, deutscher Skispringer
- 04. Januar: Rhydian Cowley, australischer Leichtathlet
- 05. Januar: Odile Ahouanwanou, beninische Leichtathletin
- 07. Januar: Michelangelo Albertazzi, italienischer Fußballspieler
- 07. Januar: Danny Blum, deutscher Fußballspieler
- 07. Januar: Eden Hazard, belgischer Fußballspieler
- 07. Januar: Roberto Pereyra, argentinischer Fußballspieler
- 08. Januar: David Hansen, deutscher Handballspieler
- 08. Januar: Taylor Worth, australischer Bogenschütze
- 09. Januar: Lucas Albrecht, deutscher Fußballspieler
- 09. Januar: Josh Hill, britischer Automobilrennfahrer
- 09. Januar: Thilo Leugers, deutscher Fußballspieler
- 09. Januar: Ken Noel, österreichischer Fußballspieler
- 11. Januar: Andrea Bertolacci, italienischer Fußballspieler
- 12. Januar: Mohamed Elshorbagy, englisch-ägyptischer Squashspieler
- 12. Januar: Robin Lässer, deutscher Motorradrennfahrer
- 15. Januar: Darja Klischina, russische Weitspringerin
- 15. Januar: Isabelle Linden, deutsche Fußballspielerin
- 16. Januar: Mohammad Sanad, ägyptischer Handballspieler
- 18. Januar: Lasse Sobiech, deutscher Fußballspieler
- 20. Januar: Jolyon Palmer, britischer Automobilrennfahrer

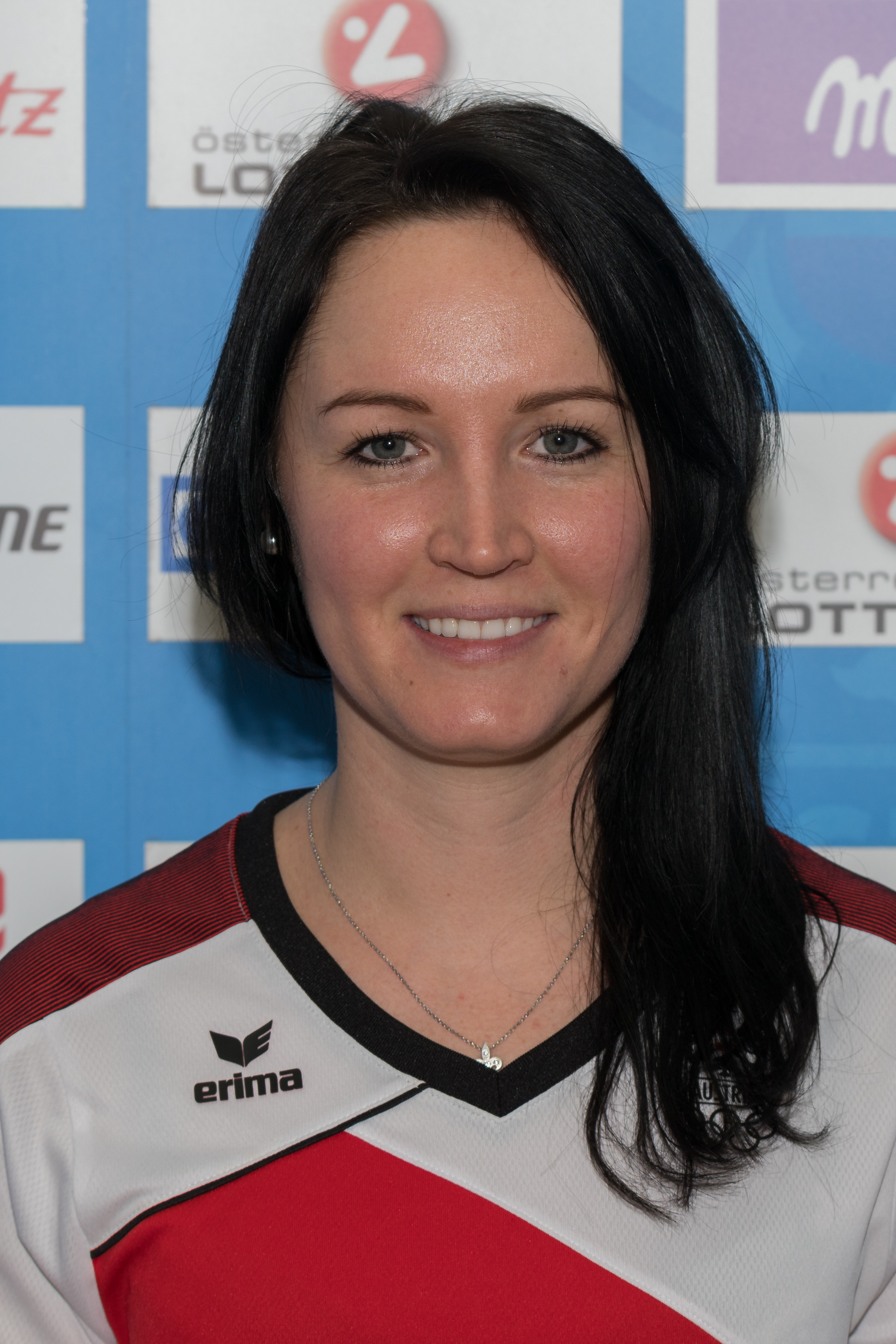
Jacqueline Seifriedsberger

- 20. Januar: Jacqueline Seifriedsberger, österreichische Skispringerin
- 21. Januar: Xavier Quevedo, venezolanischer Radrennfahrer
- 22. Januar: Yann Cunha, brasilianischer Automobilrennfahrer
- 22. Januar: Alex MacDowall, britischer Automobilrennfahrer
- 22. Januar: Stefan Kolb, deutscher Fußballspieler
- 22. Januar: Elizabeth Simmonds, britische Rückenschwimmerin
- 22. Januar: Matwei Subow, russischer Bahn- und Straßenradrennfahrer
- 22. Januar: Felice Vecchione, italienischer Fußballspieler
- 23. Januar: Steve Birnbaum, US-amerikanischer Fußballspieler
- 24. Januar: Turid Knaak, deutsche Fußballspielerin
- 25. Januar: Svenja Huth, deutsche Fußballspielerin
- 25. Januar: Nigel Melker, niederländischer Automobilrennfahrer
- 26. Januar: Grégoire Demoustier, französischer Automobilrennfahrer
- 26. Januar: Pål Varhaug, norwegischer Automobilrennfahrer
- 27. Januar: Aleksandar Ignjovski, serbischer Fußballspieler
- 27. Januar: Markus Pommer, deutscher Automobilrennfahrer
- 28. Januar: Jacco Arends, niederländischer Badmintonspieler
- 31. Januar: Ju Wenjun, chinesische Schachspielerin

### Februar

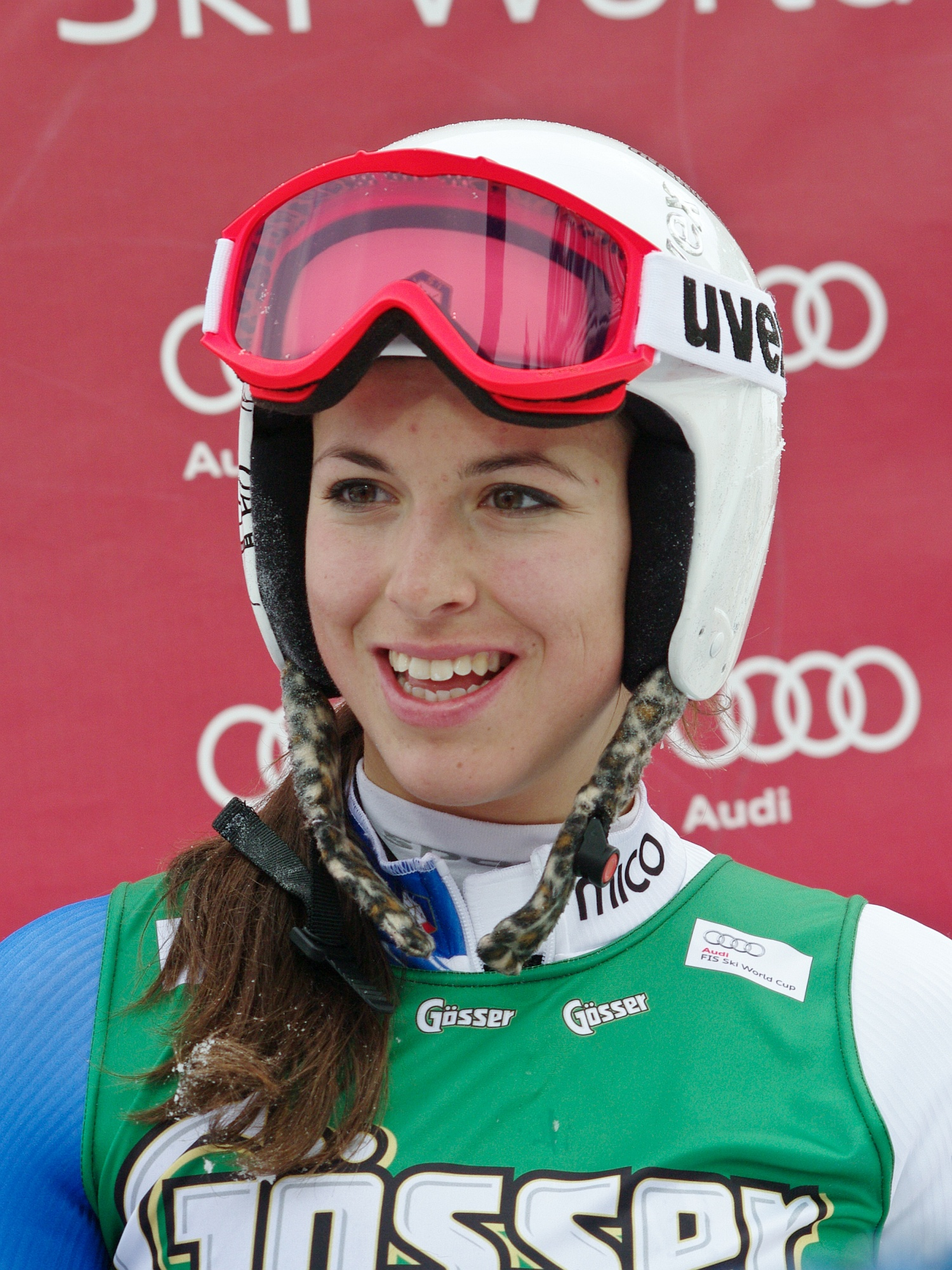
Elena Curtoni (2010)

- 01. Februar: Andrej Lebedseu, belarussischer Fußballspieler
- 01. Februar: Nick Weber, deutscher Handballspieler
- 03. Februar: Elena Curtoni, italienische Skirennläuferin
- 03. Februar: Stefan Hierländer, österreichischer Fußballspieler
- 03. Februar: Nikola Hofmanova, österreichische Tennisspielerin
- 03. Februar: Viktor Noring, schwedischer Fußballspieler
- 03. Februar: Adrian Quaife-Hobbs, britischer Automobilrennfahrer
- 04. Februar: Mathew Leckie, australischer Fußballspieler
- 04. Februar: Zvonko Pamić, kroatischer Fußballspieler
- 06. Februar: Bruno Andrade, brasilianischer Automobilrennfahrer
- 06. Februar: Ida Njåtun, norwegische Eisschnellläuferin
- 06. Februar: Anna Sidorowa, russische Curlerin
- 06. Februar: Max Stahr, deutscher Radrennfahrer
- 06. Februar: Michael Wenzl, deutscher Basketballspieler
- 07. Februar: Angelina Schuk-Krasnowa, russische Stabhochspringerin
- 08. Februar: Kim Polling, italienische Judoka
- 09. Februar: Marco Stiepermann, deutscher Fußballspieler
- 10. Februar: Florian Schabereiter, österreichischer Skispringer
- 13. Februar: Aljaksej Abromtschyk, belarussischer Biathlet
- 13. Februar: Daniel O’Shea, US-amerikanischer Eiskunstläufer
- 14. Februar: Alexandra Damaschin, rumänische Tennisspielerin
- 14. Februar: Andrius Gudžius, litauischer Diskuswerfer
- 15. Februar: Alexander Langlitz, deutscher Fußballspieler
- 16. Februar: Tatjana Iwanowa, russische Rennrodlerin
- 16. Februar: Sami Niemi, finnischer Skispringer
- 18. Februar: Henry Surtees, britischer Automobilrennfahrer († 2009)
- 21. Februar: Ju Hye-ri, südkoreanische Skilangläuferin
- 21. Februar: Manfred Starke, namibischer Fußballspieler
- 21. Februar: Jens Stryger Larsen, dänischer Fußballspieler
- 22. Februar: Rebecca Cheptegei, ugandische Leichtathletin († 2024)
- 22. Februar: Scott Glennie, kanadischer Eishockeyspieler
- 24. Februar: Tom Gladdis, britischer Automobilrennfahrer
- 24. Februar: Melissa Hoskins, australische Radrennfahrerin († 2023)
- 24. Februar: Henrik Ingebrigtsen, norwegischer Leichtathlet
- 24. Februar: Christian Kabasele, belgischer Fußballspieler
- 25. Februar: Arnor Angeli, belgischer Fußballspieler
- 25. Februar: Adrien Tambay, französischer Automobilrennfahrer
- 25. Februar: Gustavo Yacamán, kolumbianischer Automobilrennfahrer
- 26. Februar: Rhyan Grant, australischer Fußballspieler
- 26. Februar: Caitlin Leverenz, US-amerikanische Schwimmerin

### März

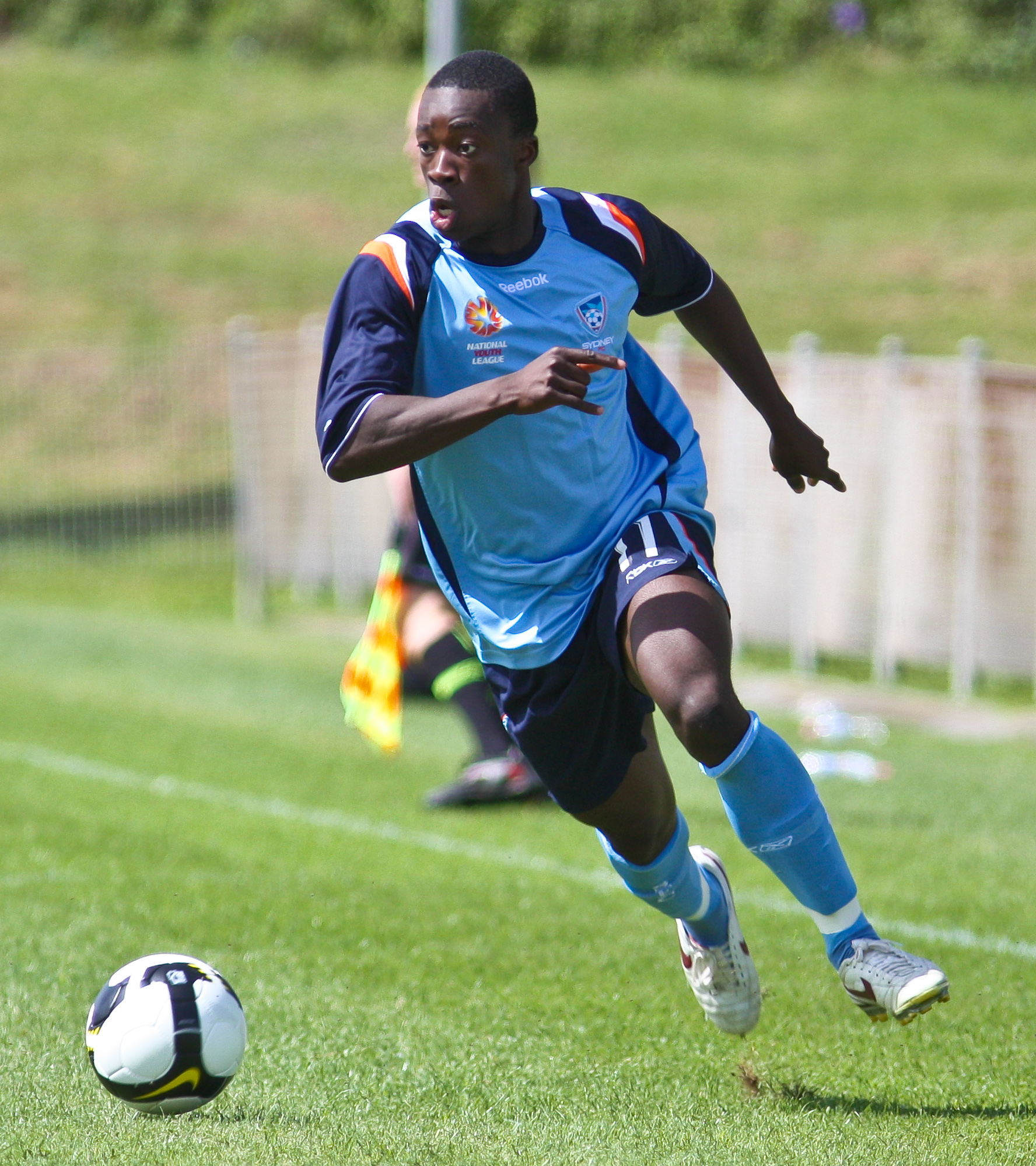
Kofi Danning (2008)

- 01. März: Florian Hübner, deutscher Fußballspieler
- 02. März: Kofi Danning, australischer Fußballspieler
- 02. März: Marc Hornschuh, deutscher Fußballspieler
- 03. März: Jan Bühn, deutscher Motorradrennfahrer
- 04. März: Sue Maroroa, neuseeländische Schachspielerin († 2023)
- 04. März: Carles Planas, spanischer Fußballspieler
- 05. März: Michael Hayböck, österreichischer Skispringer
- 06. März: Victoria Esson, neuseeländische Fußballtorhüterin
- 06. März: Thomas Geyer, deutscher Fußballspieler
- 07. März: Jekaterina Iljina, russische Handballspielerin und Olympiasiegerin 2016
- 08. März: Stefanie Klaunig, deutsche Handballspielerin
- 08. März: Krzysztof Miętus, polnischer Skispringer
- 09. März: Lukas Gnam, österreichischer Fußballschiedsrichter
- 10. März: Artak Aleksanjan, armenischer Fußballspieler
- 10. März: Natalia Evangelidou, zyprische Leichtathletin
- 11. März: Alessandro Florenzi, italienischer Fußballspieler
- 12. März: Felix Kroos, deutscher Fußballspieler
- 12. März: Fabian Schomburg, deutscher Handballspieler
- 13. März: François Affolter, Schweizer Fußballspieler
- 13. März: Malou Ejdesgaard, dänische Tennisspielerin
- 13. März: Menasheh Idafar, britischer Automobilrennfahrer
- 13. März: Holly King, US-amerikanische Fußballspielerin
- 13. März: Patrick Koronkiewicz, deutscher Fußballspieler
- 14. März: Jimmy Eriksson, schwedischer Automobilrennfahrer
- 14. März: Michiko Kashiwabara, japanische Skilangläuferin
- 15. März: Kevin Müller, deutscher Fußballspieler
- 17. März: Benson Kipruto, kenianischer Langstreckenläufer
- 20. März: Oliver Webb, britischer Automobilrennfahrer
- 21. März: Antoine Griezmann, französischer Fußballspieler
- 21. März: Sha Mahmood Noor Zahi, afghanischer Leichtathlet
- 21. März: Nika Konstantinowitsch Pilijew, russischer Fußballspieler
- 21. März: Aran Zalewski, australischer Hockeyspieler
- 22. März: Roberto Merhi, spanischer Automobilrennfahrer
- 22. März: Roland Putsche, österreichischer Fußballspieler
- 23. März: Victoria Na, australische Badmintonspielerin
- 24. März: Tarık Çamdal, deutscher Fußballspieler
- 25. März: Jurswailly Luciano, niederländische Handballspielerin
- 25. März: Jan-Niklas Pietsch, deutscher Eishockeyspieler
- 28. März: Szymon Marzec, polnischer Eishockeyspieler
- 28. März: Lisa-Maria Moser, österreichische Tennisspielerin
- 30. März: Patrick Schranner, deutscher Automobilrennfahrer

### April
- 01. April: Sebastian Polter, deutscher Fußballspieler
- 01. April: Anne Sauer, deutsche Florettfechterin
- 03. April: Lennart Hartmann, deutscher Fußball- und Futsalspieler
- 04. April: Sam Meech, neuseeländischer Segler
- 04. April: Marlon Stöckinger, philippinischer Automobilrennfahrer
- 05. April: Bono, marokkanisch-kanadischer Fußballtorwart
- 05. April: Lotte Grigel, dänische Handballspielerin
- 05. April: Adriano Grimaldi, deutsch-italienischer Fußballspieler
- 05. April: Nora Mørk, norwegische Handballspielerin
- 06. April: Kim Irion, deutsche Handballspielerin
- 06. April: Alexandra Popp, deutsche Fußballspielerin
- 09. April: Axel Pons, spanischer Motorradrennfahrer
- 09. April: Benjamin Proyer, deutscher Eishockeyspieler
- 11. April: Mona Løseth, norwegische Skirennläuferin
- 11. April: James Magnussen, australischer Schwimmer
- 11. April: Matthias Stockamp, deutscher American-Football-Spieler
- 12. April: Daisuke Kikuchi, japanischer Fußballspieler
- 12. April: Sally Scott, britische Stabhochspringerin
- 13. April: Luis Álvarez, mexikanischer Bogenschütze
- 13. April: Daniel Ginczek, deutscher Fußballspieler
- 13. April: Cecilio Waterman, panamaischer Fußballspieler
- 13. April: Yang Qi, chinesische Leichtathletin
- 14. April: Marcel Kappelmaier, deutscher Fußballspieler
- 15. April: Emmanuel Matadi, liberianischer Leichtathlet
- 15. April: Marco Terrazzino, deutscher Fußballspieler
- 20. April: Ondřej Kraják, tschechischer Fußballspieler
- 20. April: Francesco Monterosso, australischer Fußballspieler
- 21. April: Michael Barrios, kolumbianischer Fußballspieler
- 21. April: Max Chilton, britischer Automobilrennfahrer
- 21. April: Christian Klem, österreichischer Fußballspieler
- 21. April: Maximilian Kolditz, deutscher Handballspieler
- 23. April: Kyle Juszczyk, US-amerikanischer American-Football-Spieler
- 24. April: Giulia Viola, italienische Leichtathletin
- 25. April: John Alick, vanuatuischer Fußballspieler
- 25. April: Olivier Lombard, französischer Automobilrennfahrer
- 26. April: Manfredi Rizza, italienischer Kanute
- 27. April: Lara Gut, Schweizer Skirennläuferin
- 29. April: Joshua Hicks, australischer Ruderer

### Mai
- 02. Mai: Janis Blaswich, deutscher Fußballtorhüter
- 02. Mai: Sebastian Hertner, deutscher Fußballspieler
- 02. Mai: Ilja Sacharow, russischer Wasserspringer und Olympiasieger
- 03. Mai: Wael Jallouz, tunesischer Handballspieler
- 07. Mai: Mercy Cherono, kenianische Langstreckenläuferin
- 07. Mai: Daniel Juncadella, spanischer Automobilrennfahrer

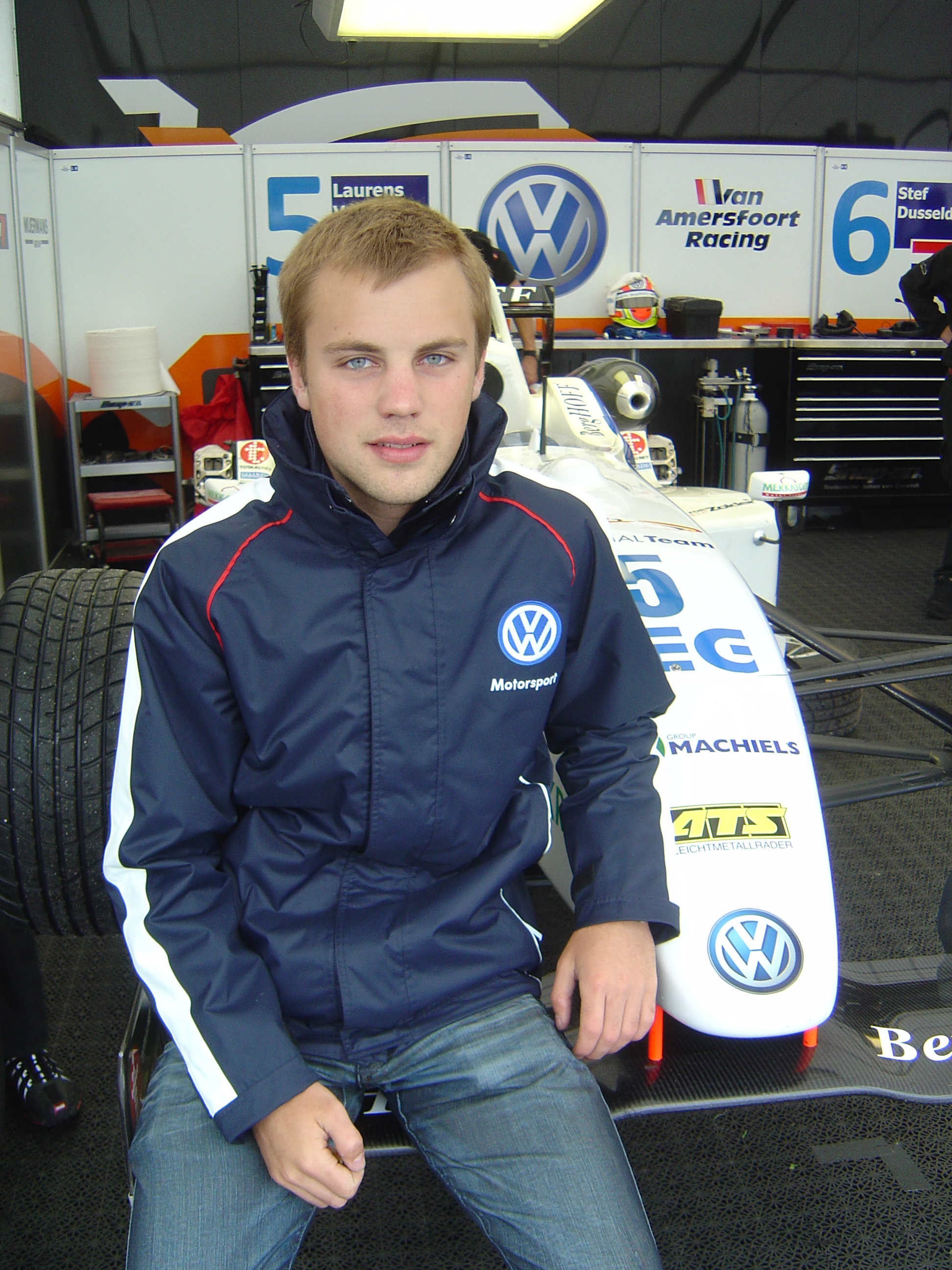
Laurens Vanthoor (2009)

- 08. Mai: Laurens Vanthoor, belgischer Automobilrennfahrer
- 09. Mai: Iwan Lukaschewitsch, russischer Automobilrennfahrer
- 12. Mai: Kaino Thomsen-Fuataga, samoanische Taekwondoin
- 13. Mai: Anders Fannemel, norwegischer Skispringer
- 14. Mai: Lucía Fresco, argentinische Volleyballspielerin
- 14. Mai: Muhammed Ildiz, österreichischer Fußballspieler
- 15. Mai: Gerda Voitechovskaja, litauische Badmintonspielerin
- 17. Mai: Helen Ukaonu, nigerianische Fußballspielerin
- 19. Mai: Tamás Pál Kiss, ungarischer Automobilrennfahrer
- 22. Mai: Kentin Mahé, französischer Handballspieler
- 25. Mai: Frederico Figueiredo, portugiesischer Radrennfahrer
- 27. Mai: Natalja Worobjowa, russische Ringerin und Olympiasiegerin
- 29. Mai: Layes Abdullayeva, aserbaidschanische Leichtathletin
- 29. Mai: Arijan Ademi, kroatisch-nordmazedonischer Fußballspieler
- 29. Mai: Nanna Vainio, finnische Badmintonspielerin
- 31. Mai: Alexandre Pasche, Schweizer Fußballspieler

### Juni

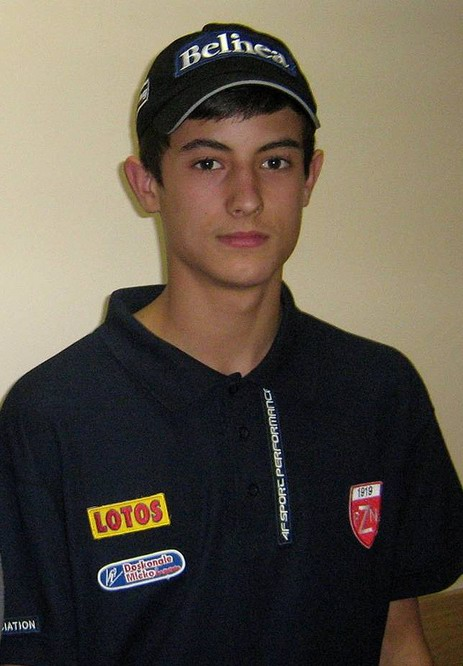
Maciej Kot (2007)

- 02. Juni: Pia Hildebrand, deutsche Handballspielerin
- 02. Juni: Ryan Tyack, australischer Bogenschütze
- 03. Juni: Johanna Bundsen, schwedische Handballtorhüterin
- 03. Juni: Nico Granatowski, deutscher Fußballspieler
- 04. Juni: Olga Girja, russische Schachspielerin
- 04. Juni: Lorenzo Insigne, italienischer Fußballspieler
- 05. Juni: Leanne Choo, sino-australische Badmintonspielerin
- 07. Juni: Julia Dickhaus, deutsche Fußballspielerin
- 09. Juni: Maciej Kot, polnischer Skispringer
- 10. Juni: Pol Espargaró, spanischer Motorradrennfahrer
- 13. Juni: Aurimas Didžbalis, litauischer Gewichtheber
- 13. Juni: Katie Nageotte, US-amerikanische Leichtathletin
- 14. Juni: Jorge Goncalvez, venezolanischer Automobilrennfahrer
- 14. Juni: Kostas Manolas, griechischer Fußballspieler
- 14. Juni: Robert Schulze, deutscher Handballspieler und -trainer
- 15. Juni: Andrea Barlesi, belgischer Automobilrennfahrer
- 15. Juni: Pascal Groß, deutscher Fußballspieler
- 15. Juni: Jake Whetton, australischer Hockeyspieler
- 16. Juni: Petrică Hogiu, rumänischer Skilangläufer
- 16. Juni: Alexej Jegorow, russischer Schwergewichtsboxer
- 16. Juni: Tameka Yallop, australische Fußballspielerin
- 20. Juni: Linden Hall, australische Leichtathletin
- 20. Juni: Philip Heise, deutscher Fußballspieler
- 20. Juni: Rasmus Lauge Schmidt, dänischer Handballspieler
- 21. Juni: Mario Fernandes, deutscher Handballspieler
- 22. Juni: Filmore Beck, deutscher Basketballspieler
- 22. Juni: Carlos Huertas, kolumbianischer Automobilrennfahrer
- 22. Juni: Enzo Ide, belgischer Automobilrennfahrer
- 22. Juni: Emil Larsen, dänischer Fußballspieler
- 24. Juni: Mutaz Essa Barshim, katarischer Leichtathlet
- 24. Juni: Rico Schmider, deutscher Fußballspieler
- 25. Juni: Mykola Buzenko, ukrainischer Boxer
- 25. Juni: Lauren Reynolds, australische Radrennfahrerin
- 25. Juni: Simone Zaza, italienischer Fußballspieler
- 26. Juni: Audrey Vaillancourt, kanadische Biathletin
- 27. Juni: Jordy Clasie, niederländischer Fußballspieler
- 27. Juni: Sarah Lamp, deutsche Handballspielerin
- 27. Juni: Kyle Smaine, US-amerikanischer Freestyle-Skisportler († 2023)
- 28. Juni: Kevin De Bruyne, belgischer Fußballspieler
- 28. Juni: Titouan Perrin-Garnier, französischer Radrennfahrer
- 28. Juni: Stephan Rabitsch, österreichischer Straßenradrennfahrer
- 28. Juni: Anschelika Sidorowa, russische Stabhochspringerin
- 28. Juni: Will Stevens, britischer Automobilrennfahrer
- 29. Juni: Suk Hyun-jun, südkoreanischer Fußballspieler
- 29. Juni: Anita Vad, ungarische Fußballschiedsrichterassistentin

### Juli
- 01. Juli: Annalie Longo, neuseeländische Fußballspielerin
- 01. Juli: Ivan Paurević, kroatisch-deutscher Fußballspieler
- 02. Juli: Oliver Morath, deutscher Volleyballspieler
- 02. Juli: Hendrik Pekeler, deutscher Handballspieler
- 02. Juli: Johannes Reichert, deutscher Fußballspieler
- 04. Juli: Michaela Boev, belgische Tennisspielerin
- 06. Juli: Beatrice Chepkoech, kenianische Mittel- und Langstreckenläuferin
- 07. Juli: Lucie Hochmann, tschechische Radrennfahrerin
- 08. Juli: Febby Angguni, indonesische Badmintonspielerin
- 09. Juli: Lisa Vitting, deutsche Schwimmerin
- 10. Juli: Nikita Kazalapow, russischer Eiskunstläufer und Olympiasieger
- 12. Juli: Portia Woodman-Wickliffe, neuseeländische Rugbyspielerin
- 13. Juli: MacKenzie Boyd-Clowes, kanadischer Skispringer
- 13. Juli: Cinja Tillmann, deutsche Volleyball- und Beachvolleyballspielerin
- 14. Juli: Zoe Arancini, australische Wasserballspielerin
- 14. Juli: Nelly Jepkosgei, kenianisch-bahrainische Leichtathletin
- 15. Juli: Danilo, brasilianischer Fußballspieler
- 15. Juli: Cornelius Maas, deutscher Handballspieler
- 15. Juli: Jewgeni Tischtschenko, russischer Boxer und Olympiasieger
- 19. Juli: Nathalie Hagman, schwedische Handballspielerin
- 19. Juli: Sabrina Wittmann, deutsche Fußballspielerin und -trainerin
- 20. Juli: Alec Burks, US-amerikanischer Basketballspieler
- 20. Juli: Jonas Erwig-Drüppel, deutscher Fußballspieler
- 20. Juli: Daley Mathison, britischer Motorradrennfahrer († 2019)
- 20. Juli: Julien Morice, französischer Radsportler
- 21. Juli: Andreas Wiegel, deutscher Fußballspieler
- 22. Juli: Omar Assar, ägyptischer Tischtennisspieler
- 25. Juli: Amanda Kurtović, norwegische Handballspielerin
- 25. Juli: Jules Lanclume, französischer Radrennfahrer
- 27. Juli: Klaus Bachler, österreichischer Automobilrennfahrer
- 27. Juli: Robin John, deutscher Handballspieler
- 28. Juli: Isabelle Jongenelen, niederländische Handballspielerin
- 31. Juli: Timmy Thiele, deutscher Fußballspieler

### August
- 03. August: Philip Petermann, österreichischer Fußballtorwart
- 05. August: Esteban Gutiérrez, mexikanischer Automobilrennfahrer
- 07. August: Robin Frijns, niederländischer Automobilrennfahrer
- 07. August: Luis Salom, spanischer Motorradrennfahrer († 2016)
- 11. August: Tamirat Tola, äthiopischer Langstreckenläufer
- 12. August: Wiktor Porfirjanu, kasachischer Biathlet
- 14. August: Richard Freitag, deutscher Skispringer
- 17. August: Richard Bradley, britisch-singapurischer Automobilrennfahrer
- 17. August: Roberta D’Agostina, italienische Skispringerin
- 17. August: Steven Zuber, Schweizer Fußballspieler
- 18. August: Marina Sumić, kroatische Taekwondoin
- 20. August: Elle Armit, australische Wasserballspielerin
- 21. August: Kalifa Coulibaly, malischer Fußballspieler
- 21. August: Lionel Miny, französischer Radrennfahrer
- 22. August: Khaing Zar Lin, burmesische Badmintonspielerin
- 22. August: Joël Volluz, Schweizer Radrennfahrer
- 23. August: Jennifer Abel, kanadische Wasserspringerin
- 24. August: Stefan Bell, deutscher Fußballspieler
- 24. August: Mark Uth, deutscher Fußballspieler
- 25. August: Markus Fuchs, deutscher Handballspieler
- 25. August: Gershon Koffie, ghanaischer Fußballspieler
- 26. August: Arnaud Démare, französischer Radrennfahrer
- 28. August: Jessica Inacio, deutsche Handballspielerin
- 29. August: Anikó Cirjenics-Kovacsics, ungarische Handballspielerin
- 29. August: Talitiga Crawley, samoanische Taekwondoin
- 29. August: Spencer Turrin, australischer Ruderer
- 30. August: Ivan Brenčun, kroatischer Eishockeyspieler
- 30. August: Jacqueline Cako, US-amerikanische Tennisspielerin
- 31. August: António Félix da Costa, portugiesischer Automobilrennfahrer
- 31. August: Moreno Hofland, niederländischer Radsportler
- 31. August: Artūrs Kļimovičs, lettischer Fußballspieler
- 31. August: Jason Rogers, Leichtathlet von St. Kitts und Nevis
- 31. August: Shi Tingmao, chinesische Wasserspringerin

### September

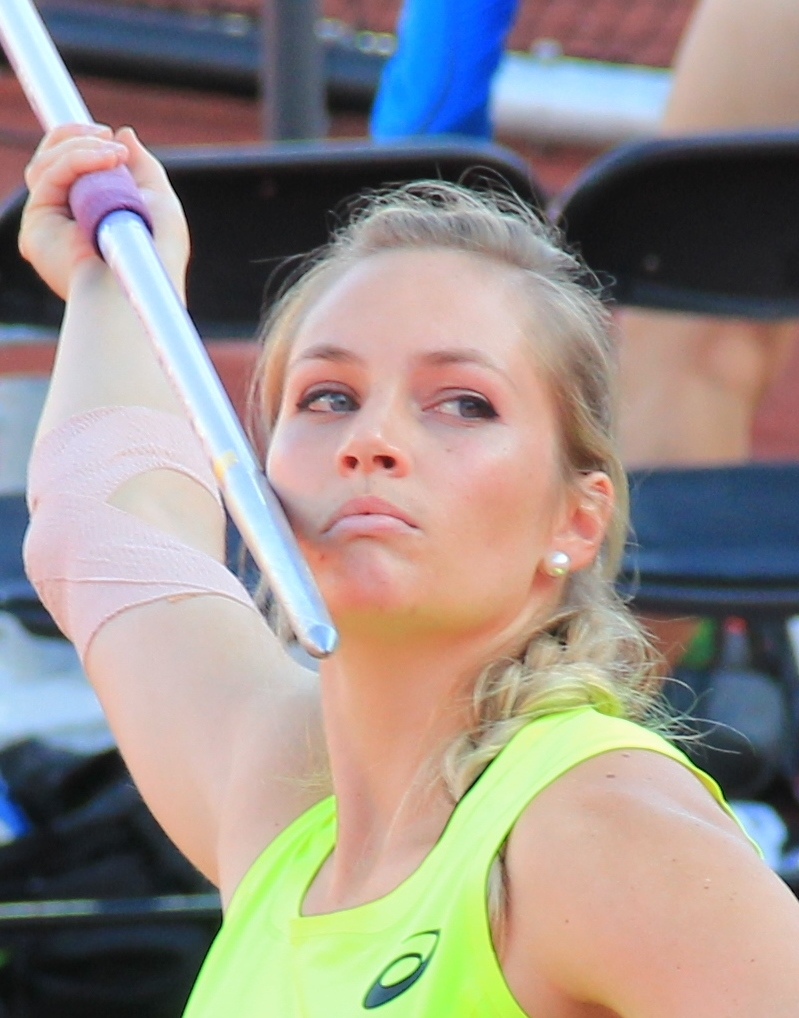
Kelsey-Lee Barber (2018)

- 02. September: Sabine Stoller, deutsche Fußballspielerin
- 03. September: Thomas Delaney, dänischer Fußballspieler
- 04. September: Vicki DiMartino, US-amerikanische Fußballspielerin
- 05. September: Mikkel Kirkeskov, dänischer Fußballspieler
- 05. September: Cristian Rossi, italienischer Radrennfahrer
- 09. September: Aleksandar Kukolj, serbischer Judoka
- 10. September: Sascha Mockenhaupt, deutscher Fußballspieler
- 15. September: Jonathan Rafael da Silva, brasilianischer Fußballspieler
- 19. September: Alexandre Mabboux, französischer Skispringer
- 19. September: Helen Maroulis, US-amerikanische Ringerin
- 19. September: Kristina Smirnowa, russische Biathletin und Skilangläuferin
- 20. September: Kelsey-Lee Barber, australische Speerwerferin
- 21. September: Wladislaw Antonow, russischer Rennrodler in der Doppelsitzerklasse
- 22. September: Kamen Chadschiew, bulgarischer Fußballspieler
- 23. September: Trevor Morrice, kanadischer Skispringer
- 23. September: Melanie Oudin, US-amerikanische Tennisspielerin
- 23. September: Nick van der Lijke, niederländischer Radrennfahrer
- 25. September: Stine Oftedal Dahmke, norwegische Handballspielerin
- 25. September: Alexander Rossi, US-amerikanischer Automobilrennfahrer
- 26. September: Artiom Arshansky, israelischer Judoka
- 26. September: Regina Baresi, italienische Fußballspielerin
- 26. September: Niko Gießelmann, deutscher Fußballspieler
- 27. September: Simona Halep, rumänische Tennisspielerin
- 27. September: Marcel Halstenberg, deutscher Fußballspieler
- 27. September: Rebecca Henderson, australische Mountainbikerin
- 27. September: Natalija Paulauskaitė, litauische Biathletin
- 27. September: Nikolai Stoljarenko, russischer Eishockeyspieler
- 28. September: Pamela Dutkiewicz, deutsche Leichtathletin
- 29. September: Rufat Dadashov, aserbaidschanischer Fußballspieler
- 30. September: Marcos Álvarez, deutscher Fußballspieler
- 30. September: Yasin Ozan, deutsch-türkischer Fußballspieler

### Oktober
- 02. Oktober: Denni Djozic, deutscher Handballspieler
- 02. Oktober: Danila Isotow, russischer Schwimmer
- 03. Oktober: Henri Schoeman, südafrikanischer Duathlet und Triathlet
- 05. Oktober: Arthur Pic, französischer Automobilrennfahrer
- 07. Oktober: Simon Cho, US-amerikanischer Shorttracker
- 07. Oktober: Eyal Golasa, israelischer Fußballspieler
- 07. Oktober: Stefan Marinovic, neuseeländischer Fußballspieler
- 07. Oktober: Kevin Mirocha, deutscher Automobilrennfahrer
- 08. Oktober: Florian Moll, deutscher Schwimmer
- 08. Oktober: Patric Niederhauser, Schweizer Automobilrennfahrer
- 08. Oktober: David Ostella, kanadischer Automobilrennfahrer
- 08. Oktober: Sebastian Owuya, schwedischer Eishockeyspieler
- 09. Oktober: Aron Chmielewski, polnischer Eishockeyspieler
- 12. Oktober: Thiemo Storz, deutscher Automobilrennfahrer
- 13. Oktober: Amane Beriso, äthiopische Langstreckenläuferin
- 16. Oktober: Kevin Pannewitz, deutscher Fußballspieler
- 19. Oktober: Svenja Brunckhorst, deutsche Basketballspielerin
- 20. Oktober: Debinha, brasilianische Fußballspielerin
- 23. Oktober: Nikolai Oljunin, russischer Snowboarder
- 24. Oktober: Fabian Schleusener, deutscher Fußballspieler
- 25. Oktober: Isabella Schinikowa, bulgarische Tennisspielerin
- 28. Oktober: Otar Bestajew, kirgisischer Judoka
- 29. Oktober: Tom Devriendt, belgischer Radrennfahrer
- 29. Oktober: Oscar Lindberg, schwedischer Eishockeyspieler
- 29. Oktober: Ramón Piñeiro, spanischer Automobilrennfahrer
- 29. Oktober: Nikita Saizew, russischer Eishockeyspieler
- 29. Oktober: Danilo Soares, brasilianischer Fußballspieler
- 29. Oktober: Harry Tincknell, britischer Automobilrennfahrer
- 30. Oktober: Danell Leyva, US-amerikanischer Geräteturner

### November
- 01. November: David Müller, deutscher Fußballspieler
- 04. November: Alon Day, israelischer Automobilrennfahrer
- 06. November: Mike van Duinen, niederländischer Fußballspieler
- 06. November: Erich Sautner, deutscher Fußballspieler
- 07. November: Felix Rosenqvist, schwedischer Automobilrennfahrer
- 08. November: Ben Buckingham, australischer Leichtathlet
- 09. November: Max Garcia, US-amerikanischer American-Football-Spieler
- 09. November: Čestmír Kožíšek, tschechischer Skispringer
- 09. November: Giovanni Venturini, italienischer Automobilrennfahrer
- 11. November: Yeldi Louison, mauritische Badmintonspielerin
- 13. November: Jeffrey Bruma, niederländischer Fußballspieler
- 13. November: Yannick Hanfmann, deutscher Tennisspieler
- 14. November: Mohammed Abu, ghanaischer Fußballspieler
- 15. November: Christian Dissinger, deutscher Handballspieler
- 16. November: Sandro Zeller, Schweizer Automobilrennfahrer
- 17. November: Alex Rose, samoanischer Kugelstoßer, Diskus- und Hammerwerfer
- 20. November: Christian Lindell, brasilianisch-schwedischer Tennisspieler
- 21. November: Kendall Brodie, australische Ruderin
- 21. November: Diego Demme, deutsch-italienischer Fußballspieler
- 21. November: Marius Fartum, norwegischer Badmintonspieler
- 22. November: Anthony Saux, französischer Radrennfahrer
- 22. November: Ossi-Pekka Valta, finnischer Skispringer und Skisprungtrainer
- 23. November: Ruslan Mingazov, turkmenischer Fußballspieler
- 23. November: Facu Regalia, argentinisch-spanischer Automobilrennfahrer
- 24. November: Richie Stanaway, neuseeländischer Automobilrennfahrer

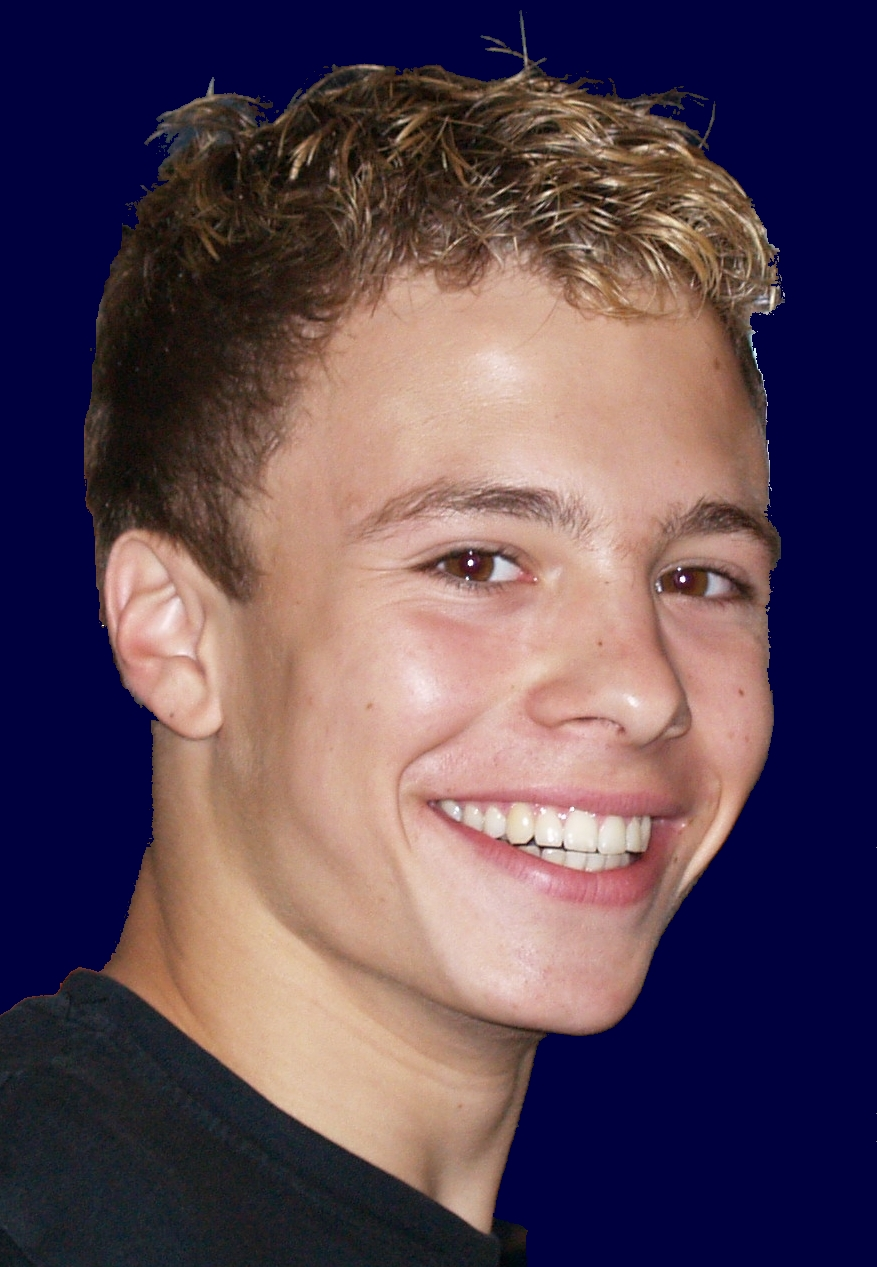
Niclas Dombrowski

- 25. November: Niclas Dombrowski, deutscher Handballspieler
- 25. November: Patience Okon George, nigerianische Leichtathletin
- 28. November: Scott Allan, schottischer Fußballspieler
- 28. November: Pietro Fantin, brasilianischer Automobilrennfahrer

### Dezember
- 01. Dezember: Sun Yang, chinesischer Schwimmer
- 04. Dezember: Curtis Hamilton, US-amerikanisch-kanadischer Eishockeyspieler
- 06. Dezember: Milica Mandić, serbische Taekwondoin
- 08. Dezember: Saša Strujić, bosnischer Fußballspieler
- 10. Dezember: Thomas Michael „Tommy“ Oar, australisch-spanischer Fußballspieler
- 10. Dezember: Lucy Stephan, australische Ruderin
- 14. Dezember: Samantha Peszek, US-amerikanische Kunstturnerin
- 15. Dezember: Conor Daly, US-amerikanischer Automobilrennfahrer
- 16. Dezember: Emiliano Denis, uruguayischer Fußballspieler
- 21. Dezember: Osinachi Ohale, nigerianische Fußballspielerin
- 21. Dezember: Riccardo Saponara, italienischer Fußballspieler
- 23. Dezember: Kyren Wilson, englischer Snookerspieler
- 25. Dezember: Quirine Lemoine, niederländische Tennisspielerin
- 26. Dezember: Franca Overtoom, niederländische Fußballschiedsrichterassistentin
- 30. Dezember: Wietse Bosmans, belgischer Cyclocrossfahrer
- 30. Dezember: Camila Giorgi, italienische Tennisspielerin

## Gestorben

### Januar
- 01. Januar: Inga Gentzel, schwedische Leichtathletin und Olympionikin (* 1908)
- 03. Januar: Lucius Benjamin Appling, US-amerikanischer Baseballspieler und -manager (* 1907)
- 03. Januar: Josef Stroh, deutscher und österreichischer Fußballspieler (* 1913)
- 04. Januar: Ib Storm Larsen, dänischer Ruderer (* 1925)
- 06. Januar: Hermann Schlöske, deutscher Leichtathlet und Leichtathletiktrainer (* 1905)
- 15. Januar: Amédée Isola, französischer Leichtathlet (* 1898)
- 17. Januar: Olav V., norwegischer Segler (* 1903)
- 18. Januar: Jakob Kiefer, deutscher Turner (* 1919)
- 18. Januar: Gilberte Mortier, französische Schwimmerin (* 1907)
- 20. Januar: James Stewart, US-amerikanischer Leichtathlet (* 1906)
- 21. Januar: Stefan Olek, französischer Boxer (* 1920)
- 22. Januar: Arnholdt Kongsgård, norwegischer Skispringer (* 1914)
- 24. Januar: John Middleton, britischer Radrennfahrer (* 1906)
- 25. Januar: Clément-Auguste Martin, französischer Automobilrennfahrer (* 1902)
- 25. Januar: Frank Soo, englischer Fußballspieler, teilweise als erster nicht-weißer englischer Nationalspieler bezeichnet (* 1914)
- 28. Januar: Red Grange, US-amerikanischer American-Football-Spieler (* 1903)
- 28. Januar: Władysław Król, polnischer Eishockeyspieler- und trainer sowie Fußballspieler und -trainer (* 1907)
- 30. Januar: LeMoine Batson, US-amerikanischer Skispringer (* 1898)

### Februar
- 02. Februar: Hans Jamnig, österreichischer Skilangläufer (* 1912)
- 04. Februar: Károly Bartha, ungarischer Schwimmer (* 1907)
- 05. Februar: John Wikström, schwedischer Skilangläufer (* 1903)
- 09. Februar: Henry Oehler, US-amerikanischer Handballtorhüter (* 1916)
- 10. Februar: Marion Roper, US-amerikanische Wasserspringerin (* 1910)
- 12. Februar: Wilhelm „Willi“ Brinkmann, deutscher Feldhandballspieler (* 1910)
- 12. Februar: Georg Wostal, polnischer Fußballspieler (* 1914)
- 17. Februar: Sidney Hinds, US-amerikanischer Sportschütze (* 1900)
- 23. Februar: Gösta Persson, schwedischer Schwimmer und Wasserballspieler (* 1904)
- 24. Februar: Héctor Rial, argentinischer Fußballspieler (* 1928)
- 25. Februar: Sverre Hansen, norwegischer Leichtathlet (* 1899)
- 28. Februar: Werner Wägelin, Schweizer Radrennfahrer (* 1913)
- 00. Februar: Hans-Hugo Hartmann, deutscher Automobilrennfahrer (* 1916)

### März
- 04. März: Florence Blenkiron, britische Motorradrennfahrerin (* 1904)
- 07. März: Werner Salevsky, deutscher Endurosportler (* 1940)
- 07. März: Bruno Venturini, italienischer Fußballtorhüter (* 1911)
- 12. März: José Maria Antunes, portugiesischer Fußballspieler und -trainer (* 1913)
- 13. März: Josef Manger, deutscher Gewichtheber (* 1913)
- 15. März: Gerd Völs, deutscher Ruderer (* 1909)
- 16. März: Armas Wahlstedt, finnischer Leichtathlet (* 1905)
- 18. März: Aladár Bitskey, ungarischer Schwimmer, Schwimmtrainer und Wasserballspieler (* 1905)
- 18. März: Karl Schubert, deutscher Schwimmer (* 1908)
- 18. März: Henry Tröndle, deutsch-US-amerikanischer Radsportler (* 1906)
- 23. März: Innozenz Stangl, deutscher Turner (* 1911)
- 24. März: Adrie Zwartepoorte, niederländischer Radrennfahrer (* 1917)
- 25. März: Robert Duis, deutsch-kanadischer Basketballspieler (* 1913)
- 26. März: Herbert Dörner, deutscher Fußballspieler (* 1930)
- 29. März: Karl Aletter, deutscher Ruderer (* 1906)

### April
- 04. April: Edmund Adamkiewicz, deutscher Fußballspieler (* 1920)
- 09. April: Forrest Towns, US-amerikanischer Leichtathlet (* 1914)
- 10. April: Otto Berg, norwegischer Leichtathlet (* 1906)
- 13. April: Ernst Bokon, österreichischer Fußballer (* 1922)
- 15. April: Erich Zander, deutscher Hockeyspieler (* 1905)
- 18. April: Sture Nottorp, schwedischer Automobilrennfahrer (* 1926)
- 19. April: Henri de la Sayette, französischer Automobilrennfahrer (* 1905)
- 24. April: Cafer Çağatay, türkischer Fußballspieler und -funktionär (* 1899)
- 26. April: Jean Goujon, französischer Radrennfahrer (* 1914)
- 000April: Catherine Maguire, US-amerikanische Leichtathletin (* 1906)

### Mai
- 03. Mai: Yolande Plancke, französische Leichtathletin (* 1908)
- 04. Mai: Luigi Facelli, italienischer Leichtathlet (* 1898)
- 06. Mai: Herbert Schäfer, deutscher Fußballtrainer (* 1927)
- 07. Mai: Lucien Duquesne, französischer Leichtathlet (* 1900)
- 08. Mai: Hans Arnold, deutscher Fußballspieler (* 1941)
- 08. Mai: Ralph Breyer, US-amerikanischer Schwimmer (* 1904)
- 10. Mai: Philipp Schupp, US-amerikanischer Handballspieler (* 1911)
- 10. Mai: Georg Strobl, deutscher Eishockeyspieler (* 1910)
- 14. Mai: Aladár Gerevich, ungarischer Säbelfechter (* 1910)
- 15. Mai: Fritz Riess, deutscher Automobilrennfahrer (* 1922)
- 17. Mai: Tom Trana, schwedischer Rallyefahrer (* 1937)
- 18. Mai: Rudolf Nierlich, österreichischer Skirennläufer (* 1966)
- 23. Mai: Edmond Michiels, belgischer Wasserballspieler (* 1913)
- 25. Mai: Josef Lošek, tschechoslowakischer Radrennfahrer (* 1912)
- 27. Mai: Elimar Kloos, deutscher Boxer (* 1908)
- 30. Mai: Eugene Oberst, US-amerikanischer Leichtathlet (* 1901)

### Juni
- 01. Juni: Thor Porko, finnischer Radrennfahrer (* 1905)
- 04. Juni: Adriaan Katte, niederländischer Hockeytorhüter (* 1900)
- 09. Juni: Erkki Järvinen, finnischer Leichtathlet (* 1904)
- 10. Juni: Tom Mobraaten, kanadischer Skisportler (* 1910)
- 10. Juni: Hans Schwartz, deutscher Fußballspieler (* 1913)
- 12. Juni: Ageishi Iwao, japanischer Skilangläufer und Skisportfunktionär (* 1908)
- 13. Juni: Willy Bernath, Schweizer Skilangläufer (* 1914)
- 13. Juni: John Schmitt, US-amerikanischer Ruderer (* 1901)
- 19. Juni: Michael Westphal, deutscher Tennisspieler (* 1965)
- 20. Juni: Kitty ter Braake, niederländische Leichtathletin (* 1913)
- 25. Juni: Hans Bernlöhr, deutscher Boxer (* 1907)
- 25. Juni: Tauno Lindgren, finnischer Radrennfahrer (* 1911)
- 28. Juni: Hans Nüsslein, deutscher Tennisspieler (* 1910)
- 30. Juni: Berndt Carlsson, schwedischer Radrennfahrer (* 1907)

### Juli
- 01. Juli: Alfred Eisenbeisser, rumänischer Fußballspieler und Eiskunstläufer (* 1908)
- 03. Juli: Tommy Bridger, britischer Automobilrennfahrer (* 1934)
- 03. Juli: Domingo Tarasconi, argentinischer Fußballspieler (* 1903)
- 06. Juli: Georg Krog, norwegischer Eisschnellläufer (* 1915)
- 07. Juli: Raymond Boisset, französischer Leichtathlet (* 1912)
- 12. Juli: Ken Yackel, US-amerikanischer Eishockeyspieler und -trainer (* 1930)
- 18. Juli: Edmond Brossard, französischer Leichtathlet (* 1900)
- 18. Juli: Magnus Goodman, kanadischer Eishockeyspieler und -trainer (* 1898)
- 21. Juli: Helen Meany, US-amerikanische Wasserspringerin (* 1904)
- 26. Juli: Craig Siebert, US-amerikanischer Automobilrennfahrer (* 1951)
- 27. Juli: Pierre Brunet, französischer Eiskunstläufer (* 1902)
- 27. Juli: Gino Colaussi, italienischer Fußballspieler (* 1914)

### August
- 05. August: Paul Brown, US-amerikanischer American-Football-Trainer (* 1908)
- 08. August: Walter Zeman, österreichischer Fußballspieler (* 1927)
- 10. August: Ellen Braumüller, deutsche Leichtathletin (* 1910)
- 11. August: Alfred Dompert, deutscher Leichtathlet (* 1914)
- 11. August: J. D. McDuffie, US-amerikanischer NASCAR-Rennfahrer (* 1938)
- 17. August: George Reed, US-amerikanischer Automobilrennfahrer (* 1921)
- 23. August: George Dixon, US-amerikanischer Basketball- und Rugby-Union-Spieler (* 1901)
- 23. August: Wilhelm Hahnemann, österreichischer und deutscher Fußballspieler (* 1914)
- 24. August: Abel Kiviat, US-amerikanischer Mittelstreckenläufer (* 1892)
- 30. August: Adãozinho, brasilianischer Fußballspieler (* 1923)

### September
- 03. September: Daniel Prenn, deutscher Tennis- und Tischtennisspieler (* 1904)
- 05. September: Åke Nilsson, schwedischer Skirennläufer (* 1927)
- 06. September: Eugene Bolden, US-amerikanischer Schwimmer (* 1899)
- 07. September: Håkon Pedersen, norwegischer Eisschnellläufer und Eisschnelllauftrainer (* 1906)
- 09. September: Concetto Lo Bello, italienischer Fußballschiedsrichter, Sportfunktionär und Politiker (* 1924)
- 10. September: Jack Crawford, australischer Tennisspieler (* 1908)
- 12. September: Joseph Wirtz, französischer Leichtathlet (* 1912)
- 13. September: Metin Oktay, türkischer Fußballspieler (* 1936)
- 20. September: Tsuda Seiichirō, japanischer Leichtathlet (* 1906)
- 21. September: Henri Lemoine, französischer Radrennfahrer (* 1909)
- 23. September: Philippus Vethaak, niederländischer Radrennfahrer (* 1914)
- 25. September: Ilse Gaste, deutsche Eiskunstläuferin (* 1906)
- 20. September: Ricardo Arredondo, mexikanischer Boxer (* 1949)
- 000September: Carlos Noriega, uruguayischer Wasserspringer und Schwimmer (* 1922)

### Oktober
- 06. Oktober: Virginia Giorgi, italienische Turnerin (* 1914)
- 06. Oktober: Just-Émile Vernet, französischer Automobilrennfahrer und Rennwagenkonstrukteur (* 1894)
- 10. Oktober: Nikolaus Hirschl, österreichischer Ringer (* 1908)
- 11. Oktober: Pietro Ferraris, italienischer Fußballspieler (* 1912)
- 12. Oktober: Taso Mathieson, britischer Automobilrennfahrer (* 1908)
- 13. Oktober: Sixten Johansson, schwedischer Skispringer (* 1910)
- 13. Oktober: János Kelen, ungarischer Leichtathlet und Sportfunktionär (* 1911)
- 14. Oktober: David Neville, kanadischer Eishockeyspieler (* 1908)
- 16. Oktober: Giacomo Mari, italienischer Fußballspieler und -trainer (* 1924)
- 27. Oktober: Marc Gignoux, französischer Automobilrennfahrer (* 1914)
- 27. Oktober: Robert Gindre, französischer Skilangläufer (* 1911)
- 27. Oktober: Howard Kingsbury, US-amerikanischer Ruderer (* 1904)
- 29. Oktober: Johan Støa, norwegischer Skilangläufer und Leichtathlet (* 1902)
- 31. Oktober: Eugene Avon Anderson, US-amerikanischer Wrestler (* 1933)

### November
- 03. November: Teofilo Rossi di Montelera, italienischer Unternehmer, Bobsportler, Motorboot- und Automobilrennfahrer sowie Sportfunktionär (* 1902)
- 05. November: Guy Lapchin, französischer Automobilrennfahrer (* 1903)
- 06. November: Harriet Bland, US-amerikanische Leichtathletin (* 1915)
- 07. November: Vilhelm Hellman, schwedischer Skispringer (* 1922)
- 08. November: John Savidan, neuseeländischer Leichtathlet (* 1902)
- 11. November: Nellie Halstead, britische Leichtathletin (* 1910)
- 16. November: José Olguín, chilenischer Fußballspieler (* 1903)
- 17. November: Adrian Quist, australischer Tennisspieler (* 1913)
- 17. November: Maurice Banach, deutscher Fußballspieler (* 1967)
- 18. November: Fritz Köpke, deutscher Leichtathlet (* 1902)
- 28. November: Heinz Bonn, deutscher Fußballspieler (* 1947)

### Dezember
- 01. Dezember: Pat O’Callaghan, irischer Leichtathlet (* 1905)
- 01. Dezember: Alden Sanborn, US-amerikanischer Ruderer (* 1899)
- 03. Dezember: René Brossy, französischer Radrennfahrer (* 1906)
- 10. Dezember: Gustav Schäfer, deutscher Ruderer und Olympiasieger (* 1906)
- 15. Dezember: Reidar Andersen, norwegischer Skispringer (* 1911)
- 16. Dezember: Herbert Hobein, deutscher Hockeyspieler (* 1906)
- 18. Dezember: George Abecassis, britischer Automobilrennfahrer (* 1913)
- 21. Dezember: Bruno Pellizzari, italienischer Bahnradsportler (* 1907)
- 22. Dezember: Franz Brunner, österreichischer Feldhandballspieler (* 1913)
- 27. Dezember: Louis Descartes, französischer Automobilrennfahrer und Rennstallbesitzer (* 1951)
- 30. Dezember: Nakanishi Michi, japanische Leichtathletin (* 1913)
- 000Dezember: Irving Taylor, kanadischer Eishockeyspieler und -trainer (* 1919)

### Datum unbekannt
- Lidija Boldyrewa, sowjetisch-russische Volleyballspielerin (* 1934)
- Gheorghe Lichiardopol, rumänischer Sportschütze (* 1913)
- Werner Lohrer, Schweizer Eishockeyspieler (* 1917)
- Robert Van Zeebroeck, belgischer Eiskunstläufer (* 1909)